# المتين (ملحان)

تعديل مصدري - تعديل

المتين هي إحدى قرى عزلة بني علي بمديرية ملحان التابعة لمحافظة المحويت، بلغ تعداد سكانها 196 نسمة حسب تعداد اليمن لعام 2004.